# Liste des championnes du monde de football
Cet article présente la composition des équipes nationales ayant remporté la Coupe du monde féminine de football de 1991 à 2023.

## Liste complète
En gras, la capitaine.
| Coupe du monde | Pays organisateur(s)       | Équipe     | Joueuses | Joueuses    | Joueuses | Joueuses  | Joueuses | Joueuses   | Joueuses | Joueuses           | Joueuses | Joueuses           | Joueuses | Joueuses            | Sélectionneur     |
| -------------- | -------------------------- | ---------- | -------- | ----------- | -------- | --------- | -------- | ---------- | -------- | ------------------ | -------- | ------------------ | -------- | ------------------- | ----------------- |
| 1991           | Chine                      | États-Unis | 1        | Harvey      | 2        | Heinrichs | 3        | Higgins    | 4        | Werden             | 5        | Henry              | 6        | Chastain            | Anson Dorrance    |
| 1991           | Chine                      | États-Unis | 7        | Bates       | 8        | Hamilton  | 9        | Hamm       | 10       | Akers              | 11       | Foudy              | 12       | Jennings            | Anson Dorrance    |
| 1991           | Chine                      | États-Unis | 13       | Lilly       | 14       | Biefield  | 15       | Gebauer    | 16       | Belkin             | 17       | Allmann            | 18       | Maslin-Kammerdeiner | Anson Dorrance    |
|                |                            |            |          |             |          |           |          |            |          |                    |          |                    |          |                     |                   |
| 1995           | Suède                      | Norvège    | 1        | Nordby      | 2        | Svensson  | 3        | Espeseth   | 4        | A. Nymark Andersen | 5        | N. Nymark Andersen | 6        | Riise               | Even Pellerud     |
| 1995           | Suède                      | Norvège    | 7        | Haugen      | 8        | Støre     | 9        | Sandberg   | 10       | Medalen            | 11       | Aarønes            | 12       | Seth                | Even Pellerud     |
| 1995           | Suède                      | Norvège    | 13       | Myklebust   | 14       | Gunnerød  | 15       | Leinan     | 16       | Pettersen          | 17       | Waage              | 18       | Frustøl             | Even Pellerud     |
| 1995           | Suède                      | Norvège    | 19       | Carlsen     | 20       | Sternhoff |          |            |          |                    |          |                    |          |                     | Even Pellerud     |
|                |                            |            |          |             |          |           |          |            |          |                    |          |                    |          |                     |                   |
| 1999           | États-Unis                 | États-Unis | 1        | Scurry      | 2        | Fair      | 3        | Pearce     | 4        | Overbeck           | 5        | Roberts            | 6        | Chastain            | Tony DiCicco      |
| 1999           | États-Unis                 | États-Unis | 7        | Whalen      | 8        | MacMillan | 9        | Hamm       | 10       | Akers              | 11       | Foudy              | 12       | Parlow              | Tony DiCicco      |
| 1999           | États-Unis                 | États-Unis | 13       | Lilly       | 14       | Fawcett   | 15       | Venturini  | 16       | Milbrett           | 17       | Fotopoulos         | 18       | Webber              | Tony DiCicco      |
| 1999           | États-Unis                 | États-Unis | 19       | Ducar       | 20       | Sobrero   |          |            |          |                    |          |                    |          |                     | Tony DiCicco      |
|                |                            |            |          |             |          |           |          |            |          |                    |          |                    |          |                     |                   |
| 2003           | États-Unis                 | Allemagne  | 1        | Rottenberg  | 2        | Stegemann | 3        | Bresonik   | 4        | Künzer             | 5        | Jones              | 6        | Lingor              | Tina Theune-Meyer |
| 2003           | États-Unis                 | Allemagne  | 7        | Wunderlich  | 8        | Smisek    | 9        | Prinz      | 10       | Wiegmann           | 11       | Müller             | 12       | Fuss                | Tina Theune-Meyer |
| 2003           | États-Unis                 | Allemagne  | 13       | Minnert     | 14       | Meinert   | 15       | Angerer    | 16       | Odebrecht          | 17       | Hingst             | 18       | Garefrekes          | Tina Theune-Meyer |
| 2003           | États-Unis                 | Allemagne  | 19       | Gottschlich | 20       | Pohlers   |          |            |          |                    |          |                    |          |                     | Tina Theune-Meyer |
|                |                            |            |          |             |          |           |          |            |          |                    |          |                    |          |                     |                   |
| 2007           | Chine                      | Allemagne  | 1        | Angerer     | 2        | Stegemann | 3        | Bartusiak  | 4        | Peter              | 5        | Krahn              | 6        | Bresonik            | Silvia Neid       |
| 2007           | Chine                      | Allemagne  | 7        | Behringer   | 8        | Smisek    | 9        | Prinz      | 10       | Lingor             | 11       | Mittag             | 12       | Holl                | Silvia Neid       |
| 2007           | Chine                      | Allemagne  | 13       | Minnert     | 14       | Laudehr   | 15       | Fuss       | 16       | Müller             | 17       | Hingst             | 18       | Garefrekes          | Silvia Neid       |
| 2007           | Chine                      | Allemagne  | 19       | Bajramaj    | 20       | Wimbersky | 21       | Rottenberg |          |                    |          |                    |          |                     | Silvia Neid       |
|                |                            |            |          |             |          |           |          |            |          |                    |          |                    |          |                     |                   |
| 2011           | Allemagne                  | Japon      | 1        | Yamago      | 2        | Kinga     | 3        | Iwashimizu | 4        | Kumagai            | 5        | Yano               | 6        | Sakaguchi           | Norio Sasaki      |
| 2011           | Allemagne                  | Japon      | 7        | Andō        | 8        | Miyama    | 9        | Kawasumi   | 10       | Sawa               | 11       | Ohno               | 12       | Fukumoto            | Norio Sasaki      |
| 2011           | Allemagne                  | Japon      | 13       | Utsugi      | 14       | Kamionobe | 15       | Sameshima  | 16       | Tanaka             | 17       | Nagasato           | 18       | Maruyama            | Norio Sasaki      |
| 2011           | Allemagne                  | Japon      | 19       | Takase      | 20       | Iwabuchi  | 21       | Kaihori    |          |                    |          |                    |          |                     | Norio Sasaki      |
|                |                            |            |          |             |          |           |          |            |          |                    |          |                    |          |                     |                   |
| 2015           | Canada                     | États-Unis | 1        | Solo        | 2        | Leroux    | 3        | Rampone    | 4        | Sauerbrunn         | 5        | O'Hara             | 6        | Engen               | Jill Ellis        |
| 2015           | Canada                     | États-Unis | 7        | Boxx        | 8        | Rodriguez | 9        | O'Reilly   | 10       | Lloyd              | 11       | Krieger            | 12       | Holiday             | Jill Ellis        |
| 2015           | Canada                     | États-Unis | 13       | Morgan      | 14       | Brian     | 15       | Rapinoe    | 16       | Chalupny           | 17       | Heath              | 18       | Harris              | Jill Ellis        |
| 2015           | Canada                     | États-Unis | 19       | Johnston    | 20       | Wambach   | 21       | Naeher     | 22       | Klingenberg        | 23       | Press              |          |                     | Jill Ellis        |
|                |                            |            |          |             |          |           |          |            |          |                    |          |                    |          |                     |                   |
| 2019           | France                     | États-Unis | 1        | Naeher      | 2        | Pugh      | 3        | Mewis      | 4        | Sauerbrunn         | 5        | O'Hara             | 6        | Brian               | Jill Ellis        |
| 2019           | France                     | États-Unis | 7        | Dahlkemper  | 8        | Ertz      | 9        | Horan      | 10       | Lloyd              | 11       | Krieger            | 12       | Davidson            | Jill Ellis        |
| 2019           | France                     | États-Unis | 13       | Morgan      | 14       | Sonnett   | 15       | Rapinoe    | 16       | Lavelle            | 17       | Heath              | 18       | Harris              | Jill Ellis        |
| 2019           | France                     | États-Unis | 19       | Dunn        | 20       | Long      | 21       | Franch     | 22       | McDonald           | 23       | Press              |          |                     | Jill Ellis        |
|                |                            |            |          |             |          |           |          |            |          |                    |          |                    |          |                     |                   |
| 2023           | Australie Nouvelle-Zélande | Espagne    | 1        | Rodríguez   | 2        | Batlle    | 3        | Abelleira  | 4        | Paredes            | 5        | Andrés             | 6        | Bonmatí             | Jorge Vilda       |
| 2023           | Australie Nouvelle-Zélande | Espagne    | 7        | Guerrero    | 8        | Caldentey | 9        | González   | 10       | Hermoso            | 11       | Putellas           | 12       | Hernández           | Jorge Vilda       |
| 2023           | Australie Nouvelle-Zélande | Espagne    | 13       | Salón       | 14       | Codina    | 15       | Navarro    | 16       | Pérez              | 17       | Redondo            | 18       | Paralluelo          | Jorge Vilda       |
| 2023           | Australie Nouvelle-Zélande | Espagne    | 19       | Carmona     | 20       | Gálvez    | 21       | Zornoza    | 22       | del Castillo       | 23       | Coll               |          |                     | Jorge Vilda       |

## Classement par nation
| Équipe     | Nombre | Coupes remportées      |
| ---------- | ------ | ---------------------- |
| États-Unis | 4      | 1991, 1999, 2015, 2019 |
| Allemagne  | 2      | 2003, 2007             |
| Norvège    | 1      | 1995                   |
| Japon      | 1      | 2011                   |
| Espagne    | 1      | 2023                   |